# 怀特陨石坑
怀特陨石坑（White）是位于月球背面南半部的一座大撞击坑，约形成于38-32亿年前的晚雨海世，其名称取自在阿波罗1号测试事故中不幸罹难的美国宇航局宇航员爱德华·希金斯·怀特（1930年－1967年），1970年被国际天文学联合会批准接受。

## 描述

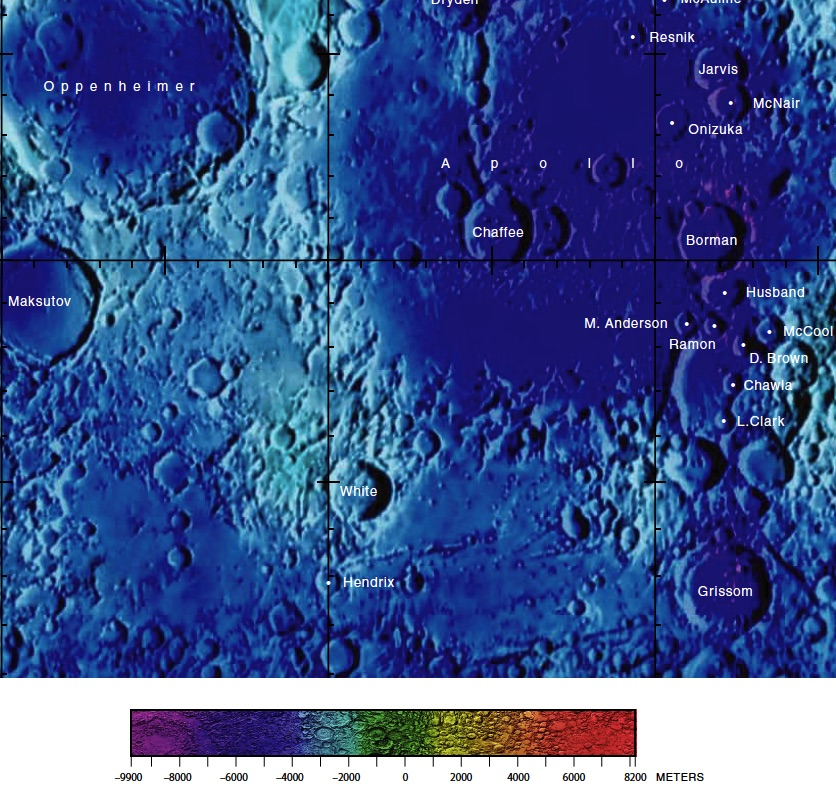
怀特陨石坑的周边，月球背面区域详图。

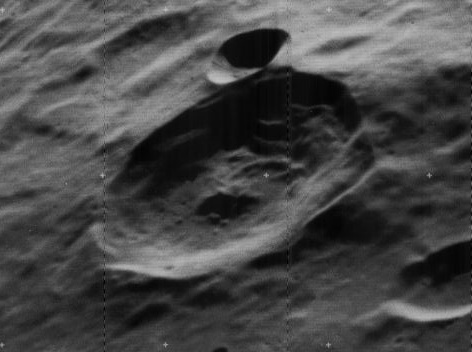
月球轨道器5号拍摄的斜视图

该陨坑西北偏西毗邻较大的马克苏托夫环形山、东北偏北坐落了更巨大的阿波罗环形山，而南部则靠近较小的亨德里克斯陨石坑。
该陨坑中心月面坐标为44°48′S 159°02′W / 44.8°S 159.04°W，直径42.34公里，深度约2.23公里。
怀特陨石坑是一座相对年轻的撞击坑，外观轮廓大体圆状，东侧和东北边缘稍微外突，陨坑受侵蚀程度一般，坑壁略有磨损，但壁沿仍为尖峭、清晰，西侧外壁上附靠了一座醒目的杯状坑。沿内侧壁分布有一些细微的阶地状结构，南北二侧内壁上嵌入有数座小撞击坑。该陨坑最大高出周边地形1050米，内部容积约1363立方千米。坑内地表较为崎岖，坑底中心点偏南坐落一道由含80-85%斜长石的辉长-苏长-橄长斜长岩（GNTA2）和斜长辉长岩（AG）、斜长苏长岩（AN）及辉长苏长岩（GN）构成的低矮山脊。

## 卫星陨石坑
按惯例，最靠近怀特陨石坑的卫星坑将在月图上以字母标注在它的中心点旁边。

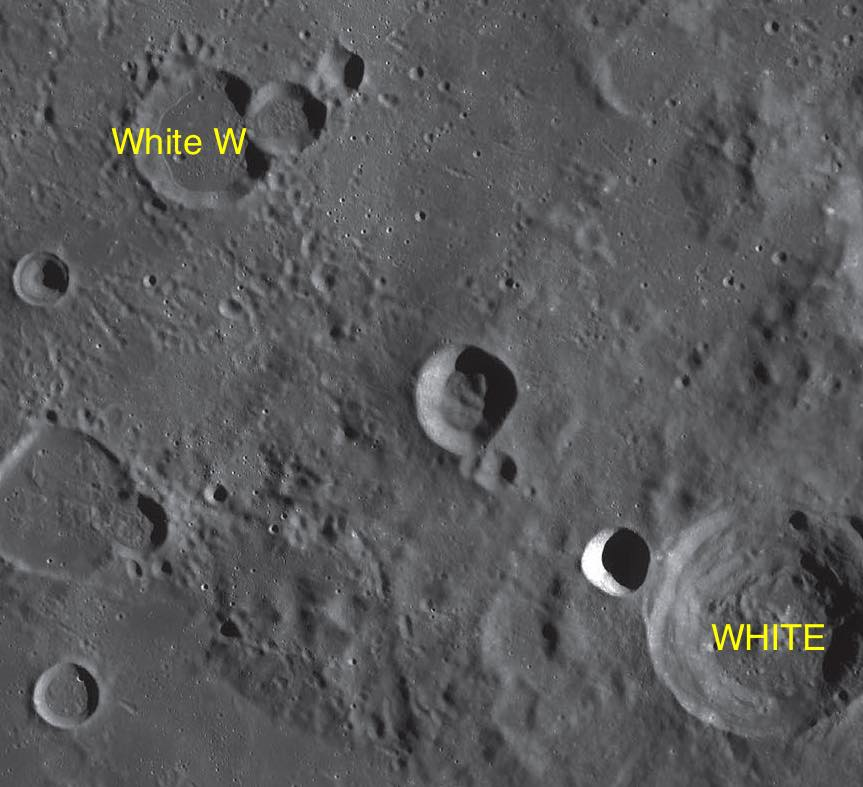
LAC-120 区域图

| 怀特 | 纬度    | 经度     | 直径    |
| ---- | ------- | -------- | ------- |
| W    | 42.1° S | 162.7° W | 24 公里 |

## 参引资料
1. 1 2 3 4  Lunar Impact Crater Database
2. ↑   (PDF).   [2017-04-30]. （原始内容存档 (PDF)于2016-12-27）.
3. ↑   (PDF).   [2017-04-30]. （原始内容存档 (PDF)于2016-12-27）.
4. ↑  .   [2017-04-30]. （原始内容存档于2017-10-13）.

## 另请参阅
- Andersson, L. E.; Whitaker, E. A. . NASA RP-1097. 1982.
- Blue, Jennifer. . USGS. July 25, 2007  [2007-08-05]. （原始内容存档于2013-02-13）.
- Bussey, B.; Spudis, P. . New York: Cambridge University Press. 2004. ISBN 978-0-521-81528-4.
- Cocks, Elijah E.; Cocks, Josiah C. . Tudor Publishers. 1995. ISBN 978-0-936389-27-1.
- McDowell, Jonathan. . Jonathan's Space Report. July 15, 2007  [2007-10-24]. （原始内容存档于2018-12-25）.
- Menzel, D. H.; Minnaert, M.; Levin, B.; Dollfus, A.; Bell, B. . Space Science Reviews. 1971, 12 (2): 136–186. Bibcode:1971SSRv...12..136M. doi:10.1007/BF00171763.
- Moore, Patrick. . Sterling Publishing Co. 2001. ISBN 978-0-304-35469-6.
- Price, Fred W. . Cambridge University Press. 1988. ISBN 978-0-521-33500-3.
- Rükl, Antonín. . Kalmbach Books. 1990. ISBN 978-0-913135-17-4.
- Webb, Rev. T. W.  6th revised. Dover. 1962. ISBN 978-0-486-20917-3.
- Whitaker, Ewen A. . Cambridge University Press. 1999. ISBN 978-0-521-62248-6.
- Wlasuk, Peter T. . Springer. 2000. ISBN 978-1-85233-193-1.